# Sveti Matija
Sveti Matija (Judeja, ? - Jeruzalem ili Kolhida, oko 80.), apostol koji je izabran kao zamjena Judi Iškariotskom, koji je izdao Isusa. Opis njegova izbora za apostola, opisan je u Djelima apostolskim.

## Životopis

### Novozavjetni spisi
Ne spominje se u Evanđeljima, već u Djelima apostolskim, koja opisuju događaje, koji slijede nakon onih u Evanđeljima. Nakon Isusovog uzašašća na nebo, u Jeruzalemu okupili su se apostoli te oko 150 vjernika. Petar im je govorio, kako je Juda Iškarotski izdao Isusa i da na njegovo mjesto, trebaju izabrati nekog drugog. Uvjet je bio da je taj bio sve vrijeme s njima od Isusova krštenja do uzašašća na nebo. Dva kandidata bili su: Matija i Josip, koji se zvao Barsaba, a prozvao se i Just. Pomoliše se Bogu: "Ti, Gospodine, poznavaoče svih srdaca, pokaži koga si od ove dvojice izabrao, da primi mjesto ove apostolske službe kojoj se iznevjeri Juda da ode na svoje mjesto (Dj 1-24-25)". Bacili su kocku, izabran je Matija i postao je apostol. U Bibliji se više ne spominje.

### Kršćanska predaja
Prema predaji propovijedao je u Judeji, Kapadociji i uz Kaspijsko jezero. Umro je mučeničkom smrću. Pripisuje mu se apokrifno Evanđelje po Matiji.

## Štovanje
Njegov spomendan uključen je u katolički kalendar u 11. stoljeću i slavio se 24. ili 25. veljače, ovisno o godini. Reformom kalendara 1969. godine, njegov spomendan slavi se 14. svibnja, otprilike kada i blagdan Uzašašća (Spasova), ovisno o godini. Slavi se kao svetac i u pravoslavnim i protestantskim crkvama. Vjeruje se da se njegovi posmrtni ostaci nalaze u crkvi sv. Matije u njemačkom gradu Trieru.

## Vanjske poveznice
Mrežna mjesta
- Sveti Matija apostol i mučenik  Arhivirana inačica izvorne stranice od 30. travnja 2016. (Wayback Machine), sveci.net
- Benediktinerabtei St. Matthias Trier, službeno mrežno mjesto benediktinske opatije sv. Matije u Trieru (njem.)